# Canton d'Estrées-Saint-Denis
Le canton d'Estrées-Saint-Denis est une circonscription électorale française située dans le département de l'Oise et la région Hauts-de-France.

## Géographie
Ce canton est organisé autour d'Estrées-Saint-Denis dans les arrondissements de Clermont et de Compiègne. 

## Histoire
Par décret du 20 février 2014, le nombre de cantons du département est divisé par deux, avec mise en application aux élections départementales de mars 2015. Le canton d'Estrées-Saint-Denis est conservé et s'agrandit. Il passe de 15 à 71 communes.

## Représentation

### Conseillers d'arrondissement (de 1833 à 1940)
| Période                                  | Période      | Identité                                            | Étiquette          | Qualité |
| ---------------------------------------- | ------------ | --------------------------------------------------- | ------------------ | --- |
| 1833                                     | 1845         | Henry Parfait Massy                                 |                    | Juge de paix à Estrées-Saint-Denis                                                                          |
| 1845                                     | 1848         | M. de Gaudechard                                    |                    | Adjoint au maire de Hémévillers                                                                             |
|                                          |              |                                                     |                    | |
| 1852                                     | 1871         | M. Leviel                                           |                    | Propriétaire à Grandfresnoy                                                                                 |
| 1871                                     | 1887 (décès) | Jean Louis Alexandre Boursier-Delaplace (1815-1887) |                    | Cultivateur à Grandfresnoy et à Chevrières                                                                  |
| 1887                                     | 1892         | André Ferdinand Hongre-Bullot                       |                    | Maire de Longueil-Sainte-Marie, Président de la chambre syndicale des fécules de l'Oise                     |
| 1892                                     | 1901         | M. Bourdon                                          |                    | Distillateur à Rémy                                                                                         |
| 1901                                     | 1907         | Raymond Chevallier (1854-1933)                      |                    | Agriculteur, maire de Moyvillers                                                                            |
| 1907                                     |              | Th. Boullenger                                      |                    | Maire d'Estrées-Saint-Denis                                                                                 |
|                                          |              |                                                     |                    | |
|                                          | 1940         | Ernest Langlet                                      | Républicain modéré | Cultivateur à Francières et à Remy                                                                          |
| 1940                                     |              |                                                     |                    | Les conseils d'arrondissement ont été suspendus par la loi du 12 octobre 1940 et n'ont jamais été réactivés |
| Les données manquantes sont à compléter. |              |                                                     |                    | |

### Conseillers généraux de 1833 à 2015
| Période | Période          | Identité                                              | Étiquette              | Qualité                                                                                                   |
| ------- | ---------------- | ----------------------------------------------------- | ---------------------- | --- |
| 1833    | 1846 (décès)     | Pierre Boullenger (1779-1846)                         |                        | Propriétaire à Estrées-Saint-Denis                                                                        |
| 1846    | 1861             | Michel Nicolas Gérard                                 | Droite                 | Propriétaire-agriculteur, maire de Blincourt Député (1848-1851 et 1871-1876)                              |
| 1861    | 1864             | Célestin Alfred Delfau Baron de Pontalba (1817-1877)  |                        | Propriétaire Maire de Mont-Lévêque                                                                        |
| 1864    | 1871             | Aimé de Cossé-Brissac                                 | Majorité dynastique    | Chambellan de la maison de l'Impératrice Conseiller d'ambassade propriétaire au Fayel Député (1877-1881)  |
| 1871    | 1883 (démission) | Anatole Langlois                                      | Républicain            | Avocat Propriétaire du château du Quesnoy à Chevrières                                                    |
|         |                  |                                                       |                        | |
| 1919    | 1940             | Maurice Langlois-Meurinne (fils d'Anatole Langlois)   | URD                    | Propriétaire à Chevrières Sénateur (1924-1933)                                                            |
|         |                  |                                                       |                        | |
| 1945    | 1951             | Marceau Truquin (1907-1990)                           | PCF                    | Ouvrier agricole, Liancourt-Saint-Pierre Maire d'Hémévillers                                              |
| 1951    | 1970 (décès)     | René Langlois-Meurinne (fils de M. Langlois-Meurinne) | Rad. puis UNR puis UDR | Agriculteur - Maire de Chevrières                                                                         |
| 1970    | 1973 (décès)     | Abel Didelet (1905-1973)                              | UDR                    | Officier supérieur en retraite Maire d'Estrées-Saint-Denis (1965-1973)                                    |
| 1974    | 2001 (décès)     | Charles Dottin                                        | DVD                    | Ingénieur à la Direction départementale de l'Equipement Maire d'Estrées-Saint-Denis (1973-2001)           |
| 2001    | 2008             | Marcel Fouet                                          | DVD puis UMP           | Maire de Chevrières (2001-2014) Président de la Communauté de Communes de la Plaine d'Estrées (2001-2014) |
| 2008    | 2015             | Charles Pouplin                                       | SE                     | Retraité Maire d'Estrées-Saint-Denis (2001-2020)                                                          |

### Conseillers départementaux à partir de 2015
| Période élective | Période élective | Mandat | Mandat   | Identité         | Nuance | Nuance | Qualité |
| ---------------- | ---------------- | ------ | -------- | ---------------- | ------ | ------ | --- |
| 2015             | 2021             | 2015   | 2021     | Anaïs Dhamy      |        | LR     | Responsable Développement Ancienne conseillère municipale de Bailleul-le-Soc 6e Vice-présidente chargée de l'enfance, de la petite enfance et de la famille                                              |
| 2015             | 2021             | 2015   | 2021     | Patrice Fontaine |        | LR     | Ancien attaché parlementaire du Sénateur Philippe Marini Conseiller général de Maignelay-Montigny (1986 → 2015) 1er vice-président du Conseil régional de Picardie (1995 → 2004) Ancien député-suppléant |
| 2021             | 2028             | 2021   | en cours | Anaïs Dhamy      |        | LR     | Conseillère sortante, Vice-présidente chargée de l’administration générale et des services au public |
| 2021             | 2028             | 2021   | en cours | Patrice Fontaine |        | LR     | Conseiller sortant |

### Résultats détaillés

#### Élections de mars 2015
À l'issue du 1er tour des élections départementales de 2015, deux binômes sont en ballottage : Stella Briesmalien et Thierry Pincemin (FN, 37,81 %) et Anaïs Dhamy et Patrice Fontaine (Union de la Droite, 26,29 %). Le taux de participation est de 55,32 % (16 948 votants sur 30 637 inscrits) contre 51,32 % au niveau départemental et 50,17 % au niveau national.
Au second tour, Anaïs Dhamy et Patrice Fontaine (Union de la Droite) sont élus avec 53,12 % des suffrages exprimés et un taux de participation de 53,78 % (7 900 voix pour 16 447 votants et 30 584 inscrits).

#### Élections de juin 2021
Le premier tour des élections départementales de 2021 est marqué par un très faible taux de participation (33,26 % au niveau national). Dans le canton d'Estrées-Saint-Denis, ce taux de participation est de 35,41 % (11 060 votants sur 31 236 inscrits) contre 32,46 % au niveau départemental. À l'issue de ce premier tour, deux binômes sont en ballottage : Anaïs Dhamy et Patrice Fontaine (LR, 52,93 %) et Vanessa Balcerski et Julien Geoffroy (RN, 28,3 %).
Le second tour des élections est marqué une nouvelle fois par une abstention massive équivalente au premier tour. Les taux de participation sont de 34,36 % au niveau national, 32,8 % dans le département et 35,14 % dans le canton d'Estrées-Saint-Denis. Anaïs Dhamy et Patrice Fontaine (LR) sont élus avec 69,98 % des suffrages exprimés (7 135 voix pour 10 978 votants et 31 238 inscrits),,.

## Composition

### Composition avant 2015

Situation du canton d'Estrées-Saint-Denis dans le département de l'Oise avant 2015.

Le canton d'Estrées-Saint-Denis regroupait 15 communes.
| Nom                             | Code Insee | Codepostal | Superficie (km2) | Population (dernière pop. légale) | Densité (hab./km2) |
| ------------------------------- | ---------- | ---------- | ---------------- | --------------------------------- | ------------------ |
| Estrées-Saint-Denis (chef-lieu) | 60223      | 60190      | 8,08             | 3 604 (2012)                      | 446                |
| Arsy                            | 60024      | 60190      | 7,27             | 783 (2012)                        | 108                |
| Canly                           | 60125      | 60680      | 8,00             | 800 (2012)                        | 100                |
| Chevrières                      | 60149      | 60710      | 12,40            | 1 839 (2012)                      | 148                |
| Le Fayel                        | 60229      | 60680      | 2,56             | 233 (2012)                        | 91                 |
| Francières                      | 60254      | 60190      | 8,23             | 528 (2012)                        | 64                 |
| Grandfresnoy                    | 60284      | 60680      | 10,57            | 1 668 (2012)                      | 158                |
| Hémévillers                     | 60308      | 60190      | 6,93             | 428 (2012)                        | 62                 |
| Houdancourt                     | 60318      | 60710      | 6,71             | 593 (2012)                        | 88                 |
| Lachelle                        | 60337      | 60190      | 9,07             | 574 (2012)                        | 63                 |
| Longueil-Sainte-Marie           | 60369      | 60126      | 17,00            | 1 855 (2012)                      | 109                |
| Montmartin                      | 60424      | 60190      | 3,33             | 229 (2012)                        | 69                 |
| Moyvillers                      | 60441      | 60190      | 9,06             | 586 (2012)                        | 65                 |
| Remy                            | 60531      | 60190      | 19,97            | 1 752 (2012)                      | 88                 |
| Rivecourt                       | 60540      | 60126      | 3,87             | 557 (2012)                        | 144                |

### Composition à partir de 2015
Le canton d'Estrées-Saint-Denis comprend désormais 71 communes.
| Nom                                         | Code Insee | Intercommunalité          | Superficie (km2) | Population (dernière pop. légale) | Densité (hab./km2) | Modifier                                    |
| ------------------------------------------- | ---------- | ------------------------- | ---------------- | --------------------------------- | ------------------ | ------------------------------------------- |
| Estrées-Saint-Denis (bureau centralisateur) | 60223      | CC de la Plaine d'Estrées | 8,08             | 3 660 (2022)                      | 453                | modifier les données · modifier les données |
| Antheuil-Portes                             | 60019      | CC du Pays des Sources    | 10,73            | 410 (2022)                        | 38                 | modifier les données · modifier les données |
| Arsy                                        | 60024      | CC de la Plaine d'Estrées | 7,27             | 817 (2022)                        | 112                | modifier les données · modifier les données |
| Avrigny                                     | 60036      | CC de la Plaine d'Estrées | 6,01             | 401 (2022)                        | 67                 | modifier les données · modifier les données |
| Bailleul-le-Soc                             | 60040      | CC de la Plaine d'Estrées | 14,14            | 644 (2022)                        | 46                 | modifier les données · modifier les données |
| Baugy                                       | 60048      | CC du Pays des Sources    | 7,17             | 284 (2022)                        | 40                 | modifier les données · modifier les données |
| Belloy                                      | 60061      | CC du Pays des Sources    | 2,98             | 70 (2022)                         | 23                 | modifier les données · modifier les données |
| Biermont                                    | 60071      | CC du Pays des Sources    | 3,92             | 172 (2022)                        | 44                 | modifier les données · modifier les données |
| Blincourt                                   | 60078      | CC de la Plaine d'Estrées | 2,82             | 122 (2022)                        | 43                 | modifier les données · modifier les données |
| Boulogne-la-Grasse                          | 60093      | CC du Pays des Sources    | 9,41             | 466 (2022)                        | 50                 | modifier les données · modifier les données |
| Braisnes-sur-Aronde                         | 60099      | CC du Pays des Sources    | 2,60             | 175 (2022)                        | 67                 | modifier les données · modifier les données |
| Canly                                       | 60125      | CC de la Plaine d'Estrées | 8,00             | 743 (2022)                        | 93                 | modifier les données · modifier les données |
| Cernoy                                      | 60137      | CC du Plateau Picard      | 4,91             | 294 (2022)                        | 60                 | modifier les données · modifier les données |
| Chevrières                                  | 60149      | CC de la Plaine d'Estrées | 12,40            | 2 017 (2022)                      | 163                | modifier les données · modifier les données |
| Choisy-la-Victoire                          | 60152      | CC de la Plaine d'Estrées | 9,97             | 245 (2022)                        | 25                 | modifier les données · modifier les données |
| Coivrel                                     | 60158      | CC du Plateau Picard      | 6,11             | 245 (2022)                        | 40                 | modifier les données · modifier les données |
| Conchy-les-Pots                             | 60160      | CC du Pays des Sources    | 9,67             | 753 (2022)                        | 78                 | modifier les données · modifier les données |
| Coudun                                      | 60166      | CC du Pays des Sources    | 10,40            | 1 054 (2022)                      | 101                | modifier les données · modifier les données |
| Courcelles-Epayelles                        | 60168      | CC du Plateau Picard      | 6,38             | 212 (2022)                        | 33                 | modifier les données · modifier les données |
| Cressonsacq                                 | 60177      | CC du Plateau Picard      | 6,53             | 437 (2022)                        | 67                 | modifier les données · modifier les données |
| Crèvecœur-le-Petit                          | 60179      | CC du Plateau Picard      | 3,33             | 157 (2022)                        | 47                 | modifier les données · modifier les données |
| Cuvilly                                     | 60191      | CC du Pays des Sources    | 8,61             | 621 (2022)                        | 72                 | modifier les données · modifier les données |
| Domfront                                    | 60200      | CC du Plateau Picard      | 2,76             | 317 (2022)                        | 115                | modifier les données · modifier les données |
| Dompierre                                   | 60201      | CC du Plateau Picard      | 2,73             | 245 (2022)                        | 90                 | modifier les données · modifier les données |
| Épineuse                                    | 60210      | CC de la Plaine d'Estrées | 7,12             | 282 (2022)                        | 40                 | modifier les données · modifier les données |
| Le Fayel                                    | 60229      | CC de la Plaine d'Estrées | 2,56             | 233 (2022)                        | 91                 | modifier les données · modifier les données |
| Ferrières                                   | 60232      | CC du Plateau Picard      | 4,81             | 446 (2022)                        | 93                 | modifier les données · modifier les données |
| Francières                                  | 60254      | CC de la Plaine d'Estrées | 8,23             | 544 (2022)                        | 66                 | modifier les données · modifier les données |
| Le Frestoy-Vaux                             | 60262      | CC du Plateau Picard      | 8,79             | 231 (2022)                        | 26                 | modifier les données · modifier les données |
| Giraumont                                   | 60273      | CC du Pays des Sources    | 3,55             | 524 (2022)                        | 148                | modifier les données · modifier les données |
| Godenvillers                                | 60276      | CC du Plateau Picard      | 5,18             | 200 (2022)                        | 39                 | modifier les données · modifier les données |
| Gournay-sur-Aronde                          | 60281      | CC du Pays des Sources    | 14,71            | 535 (2022)                        | 36                 | modifier les données · modifier les données |
| Grandfresnoy                                | 60284      | CC de la Plaine d'Estrées | 10,57            | 1 826 (2022)                      | 173                | modifier les données · modifier les données |
| Grandvillers-aux-Bois                       | 60285      | CC du Plateau Picard      | 6,63             | 300 (2022)                        | 45                 | modifier les données · modifier les données |
| Hainvillers                                 | 60294      | CC du Pays des Sources    | 2,96             | 87 (2022)                         | 29                 | modifier les données · modifier les données |
| Hémévillers                                 | 60308      | CC de la Plaine d'Estrées | 6,93             | 467 (2022)                        | 67                 | modifier les données · modifier les données |
| Houdancourt                                 | 60318      | CC de la Plaine d'Estrées | 6,71             | 676 (2022)                        | 101                | modifier les données · modifier les données |
| Lataule                                     | 60351      | CC du Pays des Sources    | 7,37             | 117 (2022)                        | 16                 | modifier les données · modifier les données |
| Léglantiers                                 | 60357      | CC du Plateau Picard      | 7,78             | 553 (2022)                        | 71                 | modifier les données · modifier les données |
| Longueil-Sainte-Marie                       | 60369      | CC de la Plaine d'Estrées | 17,00            | 1 952 (2022)                      | 115                | modifier les données · modifier les données |
| Maignelay-Montigny                          | 60374      | CC du Plateau Picard      | 18,79            | 2 493 (2022)                      | 133                | modifier les données · modifier les données |
| Margny-sur-Matz                             | 60383      | CC du Pays des Sources    | 7,24             | 533 (2022)                        | 74                 | modifier les données · modifier les données |
| Marquéglise                                 | 60386      | CC du Pays des Sources    | 6,76             | 481 (2022)                        | 71                 | modifier les données · modifier les données |
| Ménévillers                                 | 60394      | CC du Plateau Picard      | 4,88             | 103 (2022)                        | 21                 | modifier les données · modifier les données |
| Méry-la-Bataille                            | 60396      | CC du Plateau Picard      | 11,26            | 612 (2022)                        | 54                 | modifier les données · modifier les données |
| Monchy-Humières                             | 60408      | CC du Pays des Sources    | 7,80             | 776 (2022)                        | 99                 | modifier les données · modifier les données |
| Montgérain                                  | 60416      | CC du Plateau Picard      | 4,91             | 168 (2022)                        | 34                 | modifier les données · modifier les données |
| Montiers                                    | 60418      | CC du Plateau Picard      | 7,89             | 396 (2022)                        | 50                 | modifier les données · modifier les données |
| Montmartin                                  | 60424      | CC de la Plaine d'Estrées | 3,33             | 288 (2022)                        | 86                 | modifier les données · modifier les données |
| Mortemer                                    | 60434      | CC du Pays des Sources    | 6,56             | 220 (2022)                        | 34                 | modifier les données · modifier les données |
| Moyenneville                                | 60440      | CC du Plateau Picard      | 7,19             | 584 (2022)                        | 81                 | modifier les données · modifier les données |
| Moyvillers                                  | 60441      | CC de la Plaine d'Estrées | 9,06             | 666 (2022)                        | 74                 | modifier les données · modifier les données |
| Neufvy-sur-Aronde                           | 60449      | CC du Pays des Sources    | 7,31             | 278 (2022)                        | 38                 | modifier les données · modifier les données |
| La Neuville-Roy                             | 60456      | CC du Plateau Picard      | 12,49            | 906 (2022)                        | 73                 | modifier les données · modifier les données |
| La Neuville-sur-Ressons                     | 60459      | CC du Pays des Sources    | 2,68             | 203 (2022)                        | 76                 | modifier les données · modifier les données |
| Orvillers-Sorel                             | 60483      | CC du Pays des Sources    | 8,51             | 519 (2022)                        | 61                 | modifier les données · modifier les données |
| Le Ployron                                  | 60503      | CC du Plateau Picard      | 4,18             | 112 (2022)                        | 27                 | modifier les données · modifier les données |
| Pronleroy                                   | 60515      | CC du Plateau Picard      | 8,97             | 370 (2022)                        | 41                 | modifier les données · modifier les données |
| Remy                                        | 60531      | CC de la Plaine d'Estrées | 19,97            | 1 957 (2022)                      | 98                 | modifier les données · modifier les données |
| Ressons-sur-Matz                            | 60533      | CC du Pays des Sources    | 9,23             | 1 742 (2022)                      | 189                | modifier les données · modifier les données |
| Ricquebourg                                 | 60538      | CC du Pays des Sources    | 5,09             | 293 (2022)                        | 58                 | modifier les données · modifier les données |
| Rivecourt                                   | 60540      | CC de la Plaine d'Estrées | 3,87             | 627 (2022)                        | 162                | modifier les données · modifier les données |
| Rouvillers                                  | 60553      | CC du Plateau Picard      | 11,88            | 282 (2022)                        | 24                 | modifier les données · modifier les données |
| Royaucourt                                  | 60556      | CC du Plateau Picard      | 9,45             | 211 (2022)                        | 22                 | modifier les données · modifier les données |
| Sains-Morainvillers                         | 60564      | CC du Plateau Picard      | 12,42            | 286 (2022)                        | 23                 | modifier les données · modifier les données |
| Saint-Martin-aux-Bois                       | 60585      | CC du Plateau Picard      | 9,31             | 270 (2022)                        | 29                 | modifier les données · modifier les données |
| Tricot                                      | 60643      | CC du Plateau Picard      | 11,91            | 1 378 (2022)                      | 116                | modifier les données · modifier les données |
| Vignemont                                   | 60675      | CC du Pays des Sources    | 4,23             | 420 (2022)                        | 99                 | modifier les données · modifier les données |
| Villers-sur-Coudun                          | 60689      | CC du Pays des Sources    | 6,39             | 1 419 (2022)                      | 222                | modifier les données · modifier les données |
| Wacquemoulin                                | 60698      | CC du Plateau Picard      | 6,66             | 279 (2022)                        | 42                 | modifier les données · modifier les données |
| Welles-Pérennes                             | 60702      | CC du Plateau Picard      | 13,41            | 238 (2022)                        | 18                 | modifier les données · modifier les données |
| Canton d'Estrées-Saint-Denis                | 6010       |                           | 551,46           | 42 644 (2022)                     | 77                 | modifier les données                        |

## Démographie

### Démographie avant 2015
| 1962  | 1968  | 1975   | 1982   | 1990   | 1999   | 2006   | 2011   | 2012   |
| ----- | ----- | ------ | ------ | ------ | ------ | ------ | ------ | ------ |
| 9 258 | 9 289 | 10 689 | 12 439 | 14 040 | 14 907 | 15 323 | 15 758 | 16 029 |

### Démographie depuis 2015
En 2022, le canton comptait 42 644 habitants, en évolution de −0,32 % par rapport à 2016 (Oise : +0,87 %, France hors Mayotte : +2,11 %).
| 2013   | 2018   | 2022   |
| ------ | ------ | ------ |
| 41 930 | 42 822 | 42 644 |